# Plaine et étang du Bischwald
Plaine et étang du Bischwald este o arie protejată (arie de protecție specială avifaunistică — SPA) din Franța întinsă pe o suprafață de 2.528 ha, integral pe uscat.

## Localizare
Centrul sitului Plaine et étang du Bischwald este situat la coordonatele 49°00′35″N 6°39′32″E / 49.00968°N 6.65891°E.

## Înființare
Situl Plaine et étang du Bischwald a fost declarat arie de protecție specială avifaunistică în baza directivei 79/409 din 1979 referitoare la conservarea păsărilor sălbatice pentru a proteja 68 de specii de animale.

## Biodiversitate
Situată în ecoregiunea continentală, aria protejată nu include niciun habitat protejat.
La baza desemnării sitului se află mai multe specii protejate de  păsări (67): fluierar de munte (Actitis hypoleucos), pescăruș albastru (Alcedo atthis), rață sulițar (Anas acuta), rață lingurar (Anas clypeata), rață pitică (Anas crecca), rață fluierătoare (Anas penelope), rață mare (Anas platyrhynchos), rață cârâitoare (Anas querquedula), rață pestriță (Anas strepera), gârliță mare (Anser albifrons), gâscă cenușie (Anser anser), gâscă de semănătură (Anser fabalis), stârc cenușiu (Ardea cinerea), stârc roșu (Ardea purpurea), rață-cu-cap-castaniu (Aythya ferina), rața moțată (Aythya fuligula), rață roșie (Aythya nyroca), buhai de baltă (Botaurus stellaris), Bubulcus ibis, Bucephala clangula, prundaș gulerat mare (Charadrius hiaticula), chirighiță neagră (Chlidonias niger), barză albă (Ciconia ciconia), barză neagră (Ciconia nigra), erete de stuf (Circus aeruginosus), erete vânăt (Circus cyaneus), erete cenușiu (Circus pygargus), Cygnus columbianus bewickii, lebădă de iarnă (Cygnus cygnus), lebădă de vară (Cygnus olor), ciocănitoarea de stejar (Dendrocopos medius), ciocănitoare neagră (Dryocopus martius), egretă albă (Egretta alba), șoim de iarnă (Falco columbarius), șoim călător (Falco peregrinus), muscar-gulerat (Ficedula albicollis), lișiță (Fulica atra), becațină comună (Gallinago gallinago), găinușă de baltă (Gallinula chloropus), cufundar mic (Gavia stellata), cocor (Grus grus), codalb (Haliaeetus albicilla), sfrâncioc roșiatic (Lanius collurio), pescăruș sur (Larus canus), pescăruș-cu-cap-negru (Larus melanocephalus), pescăruș râzător (Larus ridibundus), ferestraș mic (Mergus albellus), ferestrașul mare (Mergus merganser), gaia neagră (Milvus migrans), gaia roșie (Milvus milvus), rață cu ciuf (Netta rufina), culic mare (Numenius arquata), vultur pescar (Pandion haliaetus), viespar (Pernis apivorus), lopătar (Platalea leucorodia), ploier auriu (Pluvialis apricaria), ploier argintiu (Pluvialis squatarola), corcodel mare (Podiceps cristatus), corcodel-cu-gât-negru (Podiceps nigricollis), cresteț pestriț (Porzana porzana), cristei de baltă (Rallus aquaticus), sitar de pădure (Scolopax rusticola), corcodel mic (Tachybaptus ruficollis), călifar alb (Tadorna tadorna), fluierarul de zăvoi (Tringa ochropus), fluierarul cu picioare roșii (Tringa totanus), nagâț (Vanellus vanellus).
Pe lângă speciile protejate, pe teritoriul sitului au mai fost identificate 32 de specii de păsări.